# کاندیدای حقوق

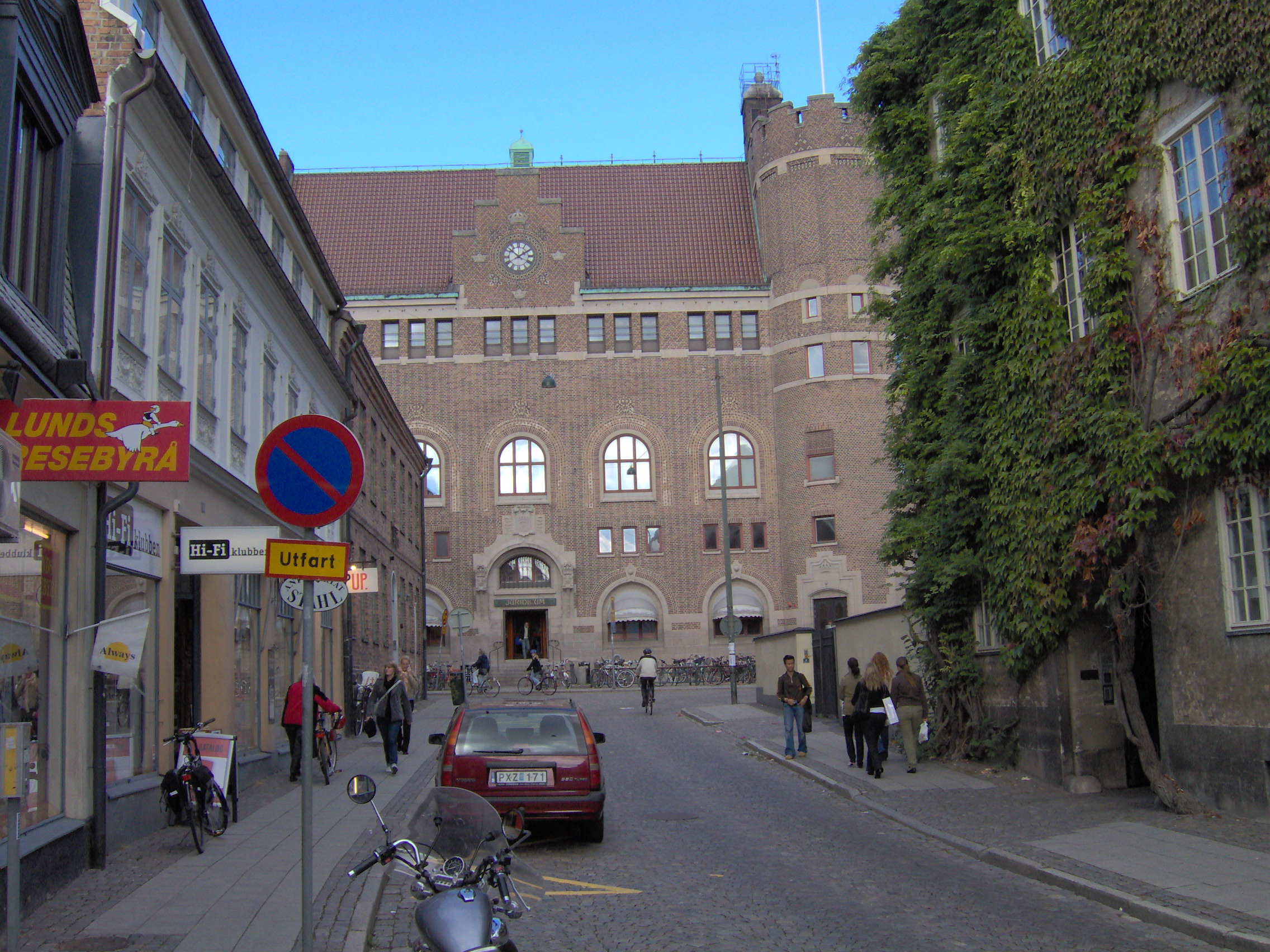
دانشکده حقوق دانمارک

کاندیدای حقوق (به انگلیسی: Candidate of Law) به یک مدرک دانشگاهی گفته می‌شود که در کشورهای دانمارک، نروژ، فنلاند و سوئد به افرادی اعطا می‌شود که دوره حقوق را طی ۴/۵ تا ۶ سال در دانشکده حقوق گذرانده باشند. این مدرک تقریباً معادل کارشناسی در ایران و ال‌ال‌بی در ایالات متحده می‌باشد.